# Armin Dassler
För andra med samma efternamn, se Dassler.
Armin Dassler, född 1929, död 1990, var en tysk företagsledare, ägare till Puma AG, son till Rudolf Dassler.
Armin Dassler ledde under 1960-talet Pumas österrikiska dotterbolag. Han återkom till huvudkontoret i Herzogenaurach och arbetade bredvid fadern. Efter faderns död 1974 tog sonen Armin Dassler över företaget. Han inledde en expansion av företaget och börsintroducerade Puma 1986. Företagets problem under 1980-talet med felsatsningar på den amerikanska marknaden och dyra sponsorkontrakt gjorde att Armin Dassler förlorade företaget.